# Bakir Benaïssa
Bakir Benaïssa (* 7. April 1931 in Rabat) ist ein ehemaliger marokkanischer Marathonläufer.
1959 siegte er bei den Mittelmeerspielen in 2:24:15 h.
Bei den Olympischen Spielen 1960 in Rom wurde er mit seiner persönlichen Bestzeit von 2:21:22 h Achter.
1963 verteidigte er seinen Titel bei den Mittelmeerspielen in 2:26:50 h, und 1964 wurde er bei den Olympischen Spielen in Tokio Zwölfter in 2:22:27 h.